# Вулька (Конецький повіт)
Вулька (пол. Wólka) — село в Польщі, у гміні Слупія Конецька Конецького повіту Свентокшиського воєводства.
Населення — 345 осіб (2011).
У 1975-1998 роках село належало до Келецького воєводства.

## Демографія
Демографічна структура на день 31 березня 2011 року:
|          | Загалом | Допрацездатний вік | Працездатний вік | Постпрацездатний вік |
| -------- | ------- | ------------------ | ---------------- | -------------------- |
| Чоловіки | 180     | 43                 | 120              | 17                   |
| Жінки    | 165     | 37                 | 90               | 38                   |
| Разом    | 345     | 80                 | 210              | 55                   |